# Hedvig Jalhed
Hedvig Beata Maria Jalhed, född 14 juni 1982 i Halmstad är en svensk operasångare (sopran).
Jalhed är utbildad vid Musikhögskolan i Malmö 2001–2006 (Master of Fine Arts) och Operahögskolan i Stockholm 2006–2009. Hon debuterade på Kungliga Operan i Stockholm i rollen som Chloë i Spader Dam av Tjajkovskij 2009 och sågs i en av huvudrollerna i operafilmen Hotell Opera på Sveriges Television. Under 2010 var hon engagerad som solist vid Malmö Opera och Musikteater. Jalhed har sjungit solistpartier tillsammans med orkestrar som till exempel Sveriges Radios symfoniorkester, Helsingborgs Symfoniorkester och Gävle Symfoniorkester och har framträtt i operaroller med Hurra Barockorkester och på Confidencen, Ulriksdals slottsteater.
Hon mottagit ett flertal stipendier, bland annat från Kungliga Musikaliska Akademien och driver konstnärliga, musikdramatiska projekt som ledare för Operation Opera.